# Uromyrtus curvipes
Uromyrtus curvipes là một loài thực vật có hoa trong Họ Đào kim nương. Loài này được (Gand.) Burret miêu tả khoa học đầu tiên năm 1941.